# نا جه‌مین
نا جه-مین (به کره‌ای: 나재민 متولد ۱۳ اوت ۲۰۰۰)، یک خواننده کره‌ای می‌باشد که با نام هنری جه‌مین (به انگلیسی: Jaemin) شناخته می‌شود. این خواننده در سال 2013 توسط کارکنان اس‌ام انترتینمنت کشف شد و پس از 3 سال کارآموزی در اوت 2016 به عنوان یکی از اعضای ان‌سی‌تی و یونیت ان‌سی‌تی دریم، فعالت خود را آغاز کرد و همچنین این خواننده با وب درامای Method to Hate You در سال 2019، پا به عرصه صنعت بازیگری گذاشت.

## اوایل زندگی
نا جه‌مین، متولد ۱۳ اوت ۲۰۰۰، در شهر جونجوی کره جنوبی است. او در سئول بزرگ شد و در مدرسه چونگیل اینچون، مقطع ابتدایی، در مدرسه هه‌وون اینچون، مقطع راهنمایی و در مدرسه هنرهای نمایشی سئول، مقطع دبیرستان را به پایان رساند.
جه‌مین در سال ۲۰۱۳، در سن ۱۳ سالگی، درحالی‌که در یک رویداد داوطلبانه به‌همراه مادرش، درحال پخش پوستر و جمع‌آوری زباله بود، توسط کارکنان اس‌ام انترتینمنت کشف شد و به‌عنوان کارآموز، زیرنظر این کمپانی شروع به کار کرد.

## شغل

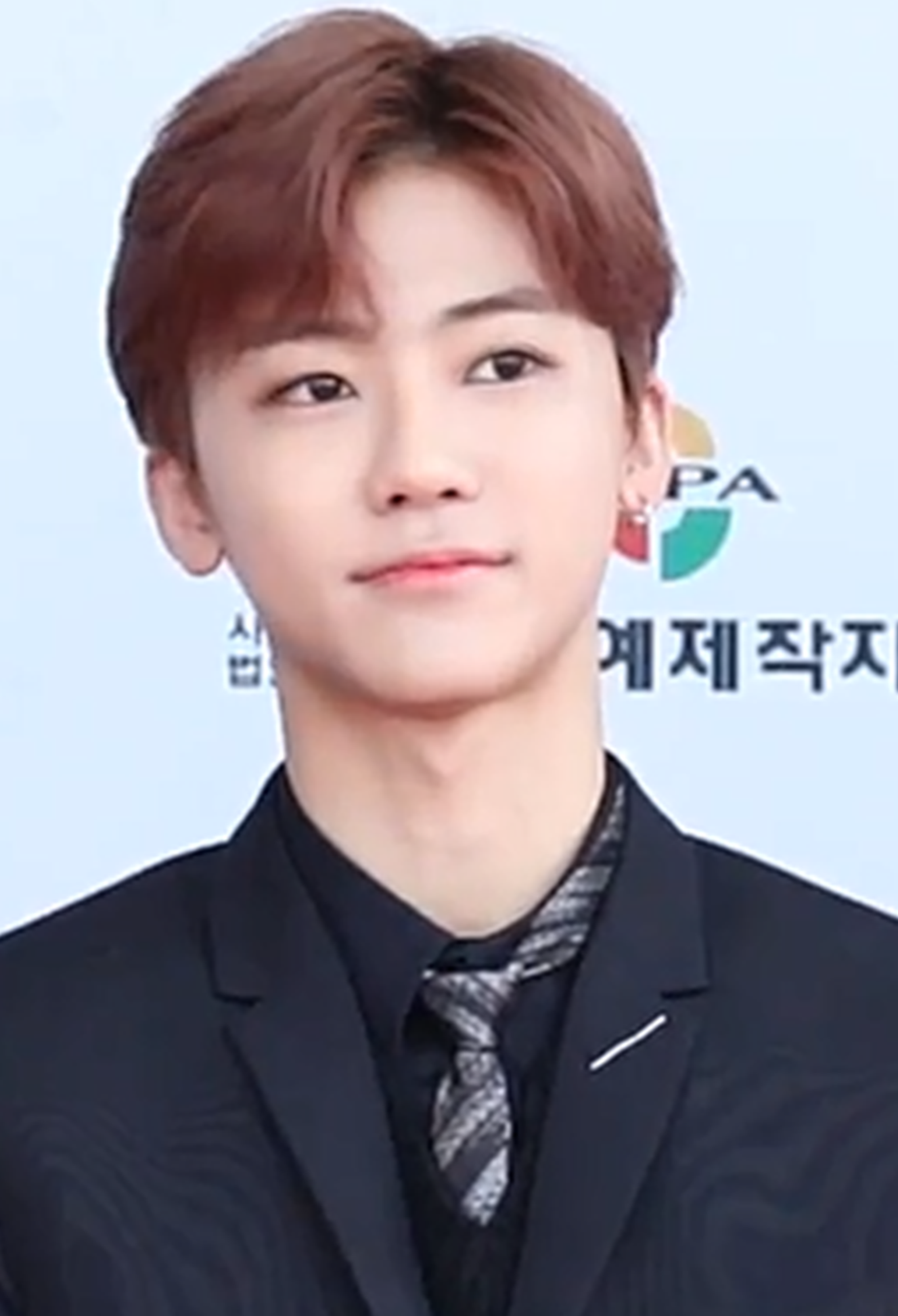
جه‌مین بر روی فرش قرمز هنگام مصاحبه در ۱۲ می ۲۰۱۸

به طور کلی، جه‌مین فعالیت‌های خود را از سال 2014 با شرکت در برنامه‌های این کمپانی، تورهای کمپانی مذکور (SM Town Live World Tour IV)، ظاهر شدن در ریلیتی شوهای گروهایی مثل سوپر جونیور (The Mickey Mouse Club) و اکسو (Exo 90:2014) آغاز نمود.
همچنین او  در 22 آوریل 2015، به صورت رسمی به عنوان یکی از اعضای اس.ام روکیز معرفی شد و یک سال بعد، در تاریخ 20 اوت 2016، به عنوان سومین عضو از سومین ساب‌یونیت ان‌سی‌تی یعنی ان‌سی‌تی دریم، تائید شد و با تک آهنگ "Chewing Gum" در 24 اوت همان سال با ان‌سی‌تی دریم فعالیت خود را به عنوان یک خواننده، رپر، ترانه سرا و رقصنده در سن 16 سالگی، آغاز نمود.
در تاریخ 2 فوریه 2017 همزمان با منتشر شدن دومین آهنگ این گروه یعنی "My First and Last"، اعلام شد که جه‌مین تا پایان سال به وقفه‌ای برای بهبودی از فتق دیسک می‌رود و سر انجام، جه‌مین در سال 2018 برای پروژه خاص ان‌سی‌تی 2018، دوباره به صنعت موسیقی برگشت و در 3 مارچ 2018، به طور رسمی با تک آهنگ "Go" که یکی از ترک‌های آلبوم NCT 2018 Empathy، اولین آلبوم ان‌سی‌تی بود، فعالیت خود را شروع نمود. همچنین در ادامه سال 2018، او در برنامه‌های مختلفی و ترانه سرایی برای ترک‌های مختلفی پرداخت.
در آپریل 2019، جه‌مین با بازی کردن نقش "Han Dae-gang" در وب درامای کوتاهی با عنوان "Method to Hate You" که با اقتباس از وبتونی با همین عنوان، ساخته شده بود، فعالیت خود را به عنوان یک بازیگر شروع نمود.
در اکتبر 2020، جه‌مین به طور رسمی با انتشار آهنگی به نام "Make A Wish (Birthday Song)" به همراه ان‌سی‌تی یو، به عنوان عضوی از ان‌سی‌تی یو شروع به فعالیت کرد.

## ترانه سرایی
| نام آهنگ                           | سال انتشار | خواننده     | آلبوم        | به همراه                                                                                          | ترانه سرایی | آهنگ سازی |
| ---------------------------------- | ---------- | ----------- | ------------ | ------------------------------------------------------------------------------------------------- | ----------- | --------- |
| Dear Dream                         | ۲۰۱۸       | ان‌سی‌تی دریم | We Go Up     | Baek Geum-min, Lee Soo-jung, جیسونگ, جنو, مارک                                                    | Yes         | N         |
| 119                                | ۲۰۱۹       | ان‌سی‌تی دریم | We Boom      | Baek Geum-min, Lee Soo-jung, جنو                                                                  | Yes         | N         |
| Bye My First... (사랑이 좀 어려워) | ۲۰۱۹       | ان‌سی‌تی دریم | We Boom      | Ryu Da-som, Kim Eun-joo, جنو, جیسونگ                                                              | Yes         | N         |
| Best Friend                        | ۲۰۱۹       | ان‌سی‌تی دریم | We Boom      | Le'mon, جنو, جیسونگ                                                                               | Yes         | N         |
| Puzzle Piece (너의 자리)           | ۲۰۲۰       | ان‌سی‌تی دریم | Reload       | Hwang Yu-bin, جنو                                                                                 | Yes         | N         |
| Rainbow (책갈피)                   | ۲۰۲۱       | ان‌سی‌تی دریم | Hot Sauce    | Jo Yoon-kyung, مارک, جنو, جیسونگ                                                                  | Yes         | N         |
| It's Yours (너를 위한 단어)        | ۲۰۲۲       | ان‌سی‌تی دریم | Glitch Mode  | Lee Jae-ni, مارک, جنو, جیسونگ                                                                     | Yes         | N         |
| Never Goodbye (북극성)             | ۲۰۲۲       | ان‌سی‌تی دریم | Glitch Mode  | Hwang Yu-bin, مارک, جنو, جیسونگ                                                                   | Yes         | N         |
| Like We Just Met                   | ۲۰۲۳       | ان‌سی‌تی دریم | ISTJ         | مارک, رنجون, جنو, هه‌چان, چن‌لو, جیسونگ                                                             | Yes         | Yes       |
| Breathing                          | ۲۰۲۴       | ان‌سی‌تی دریم | Dream()Scape | Micky Blue, Realmeee, Patrick Liney, Cosmo Liney, Etham Basden, Woo Seung-yeon, مارک, جنو, جیسونگ | Yes         | Yes       |

## فیلم شناسی
| نام                       | سال انتشار | نقش            | نوع فیلم | یادداشت‌ها              |
| ------------------------- | ---------- | -------------- | -------- | ---------------------- |
| My English Teen 100 Hours | ۲۰۱۸       | اعضای بازیگران | تی‌وی شو  | فصل دو                 |
| Do You Want To Play? GG   | ۲۰۱۹       | اعضای بازیگران |          |                        |
| A-Teen                    | ۲۰۱۸       | نا جه‌مین       | سریال    | حضور افتخاری (قسمت 12) |
| Method to Hate You        | ۲۰۱۹       | هان د گانگ     | وب دراما | نقش اصل مرد            |

## جوایز و نامزدی‌ها
| جایزه                | سال  | بخش نامزدی            | کار نامزد شده      | نتیجه |
| -------------------- | ---- | --------------------- | ------------------ | ----- |
| Seoul Webfest Awards | ۲۰۲۰ | بهترین بازیگر (کره‌ای) | Method to Hate You | برنده |